# Рут Меннінг-Сендерс
Рут Верон Меннінг, у шлюбі Меннінг-Сендерс (англ. Ruth Manning-Sanders, нар. 21 серпня 1886 — пом. 12 жовтня 1988) — британська поетеса та письменниця. За життя опублікувала понад 90 книг. Кар'єру розпочала з написання поезії, однак більше відома книжками для дітей, які почала писати в 1952 році. Уклала величезну кількість антологій переказаних казок із усього світу (найбільше в 1960-ті та 70-ті роки). Більшість збірок мали назву «Книга про...» («Книга про велетнів», «Книга про драконів», «Книга про русалок»). Також дуже відомі її розповіді про циркове життя (коли вона разом подорожувала всією Британії у складі гастрольного цирку).

## Біографія
Рут — наймолодша з трьох доньок Джона Меннінга, англійського священнослужителя-унітаріанця. Народилася в Свонсі, Уельс. Коли їй виповнилося три, сім'я переїхала до Чешира. Ще з дитинства цікавилася читанням книг на різну тематику. Рут та її дві сестри писали та виступали у власних п'єсах. Вона описала своє дитинство так: «надзвичайно щасливе... з добрими та чуйними батьками та великою кількістю свободи».
У передмові до «Шотландських казок» Меннінг згадує про те, як проводила свій літній час на фермі «Шіян» (перекл. «там, де живуть феї»), де бабуся Ст'юварт любила розповідати історії, які надзвичайно їй подобались.
Меннінґ вивчала англійську літературу та зокрема творчість Шекспіра в Манчестерському університеті. Вона одружилася з англійським художником Джорджем Сандерсом 1911 року та провела більшу частину раннього шлюбного життя у турне Великою Британією разом з гастрольним цирком (на цю тему згодом дуже багато пише). Врешті сім'я переїхала до котеджу в рибальському селищі Край землі (Land's End), Корнуол. З чоловіком мала двох дітей. Донька Джоан Флойд (17 травня 1913 — 9 травня 2002) в 1920-х під прізвищем Джоан Меннінґ-Сендерс здобула певну відомість художниці-підлітка.
Після Другої світової війни та смерті чоловіка в 1952 році (нещасний випадок) Меннінґ-Сендерс опублікувала велику кількість антологій, в основному протягом 1960-х і 1970-х років. Більшість із них мали назву, що починається з «Книга про...», як от: «Книга про чаклунів», «Книга про гномів» тощо.  
У передмові до антології «Вибір магії» (1971) Меннінґ-Сендерс пише:
|  | Немає нових казок. Вони є свідками часу, коли світ був ще дуже молодим <...> Якщо ви спробуєте скласти нову казку, то вам не вдасться: вона матиме фальшиве звучання та підроблену магію. Істинний світ магії огороджений великими стінами, які неможливо розбити. Існують тільки одні маленькі двері в цих високих стінах, які огороджують чарівний світ — двері «даним-давно і ніколи знову». Але їх достатньо, аби увійти через ці маленькі двері в казковий світ та проникнутися його магією. |

У передмові до деяких збірок казок Меннінг-Сендерс вказує походження казок, які переказала. Наприклад, збірка «Книга про драконів» — це вітання з Греції, Китаю, Японії, Македонії, Ірландії, Румунії, Німеччини. Меннінґ-Сендерс показує, що «не всі дракони хочуть пожирати принцес». До збірки ввійшли казки не тільки про лютих драконів, але й про добрих та гордих представників їхнього племені.
У передмові до збірника «Книга про відьом» Меннінґ-Сендерс зазначає те, як мають закінчуватися казки:
|  | У всіх цих розповідях, як і в казках про відьом загалом, ви можете бути впевнені в одному: якими б не були відьми з їхніми страшними чарами, що вони їх накладають на людей та спричиняють зло, на них завжди чигає поразка. Адже це абсолютне та дуже втішне правило: на доброго та хороброго героя чекатиме нагорода, а на злих — кепський кінець. |

У передмові до «Книги про принців» Меннінґ-Сендерс також пише:
|  | Читаючи ці казки, ви помітите, що вони всі мають одну спільну рису. Незважаючи на те, що вони походять із найрізноманітніших країв, <...> вони усі мають щасливий кінець. |

У той час як більшість казок, які Меннінґ-Сендерс вмістила у свої антоголії, є маловідомими, вона також включила туди й казки про деяких відомих літературних та культурних героїв. Як-от: Баба Яга, Джек — вбивця велетнів, Анансі, Білосніжка, Гензель і Гретель, Робін Гуд, Аладдін. Суперобкладинка до «Книги про велетнів» так описує стиль письменниці: «Місіс Меннінґ-Сендерс розповідає історії з дотепністю та гарним настроєм. Жодного зайвого слова».
Рут Меннінґ-Сендерс померла 1988 року в Пензансі, Корнуол, Англія.